# Somalobolbus benadirensis
Somalobolbus benadirensis är en skalbaggsart som beskrevs av Carpaneto, Mignani och Piattella 1992. Somalobolbus benadirensis ingår i släktet Somalobolbus och familjen Bolboceratidae. Inga underarter finns listade i Catalogue of Life.